# Sinophorus rugosus
Sinophorus rugosus är en stekelart som beskrevs av Sanborne 1984. Sinophorus rugosus ingår i släktet Sinophorus och familjen brokparasitsteklar. Inga underarter finns listade i Catalogue of Life.